# Rockstar Vienna
ロックスター・ウィーン（Rockstar Vienna、 Rockstar Productions GmbH）は、オーストリアウィーンにかつて存在していたゲーム開発会社。テイクツー・インタラクティブ内のブランド、ロックスター・ゲームス傘下のゲーム開発スタジオの1つであった。2006年に解体された。

## 概要
旧社名はneo Software Produktions GmbHであったが、2001年2月にロックスター・ゲームス（テイクツー・インタラクティブ）に買収され、2003年1月にロックスター・ゲームスの子会社となり、ロックスター・ウィーンへと改名した。
マンハント シリーズの2作目である『マンハント2』の開発中、2006年5月11日をもって公式に閉鎖された。その後、『マンハント2』の開発は、ロックスター・ロンドンに移行した。

## 開発作品

### 買収以前
- 『レンタヒーロー』
- 『マックスペイン』

### ロックスター・ウィーンとして
- 『マックスペイン2』
- 『グランド・セフト・オートIII』
- 『グランド・セフト・オート・バイスシティ』
- 『グランド・セフト・オート・ダブルパック』(『GTAIII』と『GTA:バイスシティ』の2作品入り)
- 『テーブルテニス』(ロックスター・サンディエゴとの共同開発)
- 『マンハント2』